# 冼鏡光
冼鏡光，台灣電腦科學家、攝影師。淡江大學數學系學士、约翰·霍普金斯大学電腦科學碩士、博士，任教過密西根理工大學，曾擔任《微電腦傳真》的專欄作家。長期經營著名攝影部落格。於2022年1月1日退休。

## 著作

### 自著
- 《FORTRAN程式語言與 WATFIV》（上下冊），1979年至1981年初版至三版，儒林圖書。
- 《Micro隨筆》，1986年初版，華通電腦。
- 《FORTRAN程式語言》，1989年初版，1992年修訂版，2002年三版，儒林圖書。
- 《FORTRAN程式語言：精簡本》，1990年初版，儒林圖書。
- 《名題精選百則：技巧篇》，1990年初版，1993年二版，儒林圖書。
- 《名題精選百則：技巧篇》簡體版，2005年初版。機械出版社。
- 《數位相機：觀念、技巧與原理》，2007年初版，儒林圖書。
- 《DSLR：觀念、技巧與原理》，2013年初版，儒林圖書。

### 翻譯作品
- 《BASIC初步》，1981年初版，儒林圖書。譯自《A Bit of BASIC》，Addison–Wesley。
- 《BASIC 程式格局 : 如何寫一個易於閱讀的程式》，1981年初版，儒林圖書。譯自《Little book of BASIC Style: How to Write a Readable Program》，Addison–Wesley。
- 《作業系統》（上冊），1982年初版，1984年增訂版，儒林圖書。譯自《Operating Systems》，McGraw-Hill。
- 《C程式語言》，1985年初版，1988年二版，儒林圖書。譯自《C Programming Language》，Prentice Hall。
- 《C程式語言習題解答》，1989年，儒林圖書。譯自《The C Answer Book》，Prentice Hall。
- 《編譯程式原理、技巧與工具》（上下冊），1987年初版，1989年二版，儒林圖書。譯自《Compilers: Principles, Techniques, and Tools》，Addison–Wesley。
- 漫談Micro
- Fortran 90 程式設計
- 程式設計之道

## 攝影部落格
冼鏡光除了攝影著作外，亦長期經營攝影相關部落格，內容多為相機與鏡頭的資訊與實際測試分享，許多資訊也成為其兩本攝影著作的內容。部落格原設立於台灣知名數位資訊網站「DCView數位視野」的「達仁部落格」專區，然而該網站於2024年初開始「達仁部落格」專區即當機無法使用且未復原，故冼鏡光於2024年10月14日使用密西根大學網域架設新的個人攝影部落格「冼鏡光的肥皂箱」，並逐步將過去文章記錄檔案重新上傳。

## 外部連結
- （英文） 個人首頁（页面存档备份，存于）
- （繁體中文） 個人網誌（页面存档备份，存于）